# Herbert Thaler
Herbert Thaler (ur. 22 stycznia 1940 w Imst) – austriacki saneczkarz, dwukrotny medalista mistrzostw świata.

## Kariera
Największy sukces w karierze osiągnął w 1959 roku, kiedy zdobył złoty medal w jedynkach podczas mistrzostw świata w Villard-de-Lans. W zawodach tych wyprzedził bezpośrednio swego rodaka - Josefa Feistmantla oraz Włocha Davida Morodera. Na rozgrywanych rok później mistrzostwach świata w Garmisch-Partenkirchen wspólnie ze swym bratem, Helmutem zdobył srebrny medal w dwójkach. Był też między innymi ósmy w dwójkach podczas mistrzostw świata w Krynicy w 1962 roku.